# Winthorpe
Winthorpe – wieś w Anglii, w hrabstwie Nottinghamshire, w dystrykcie Newark and Sherwood. Leży 29 km na północny wschód od miasta Nottingham i 183 km na północ od Londynu. W 2001 miejscowość liczyła 2050 mieszkańców.